# Révolte au Mexique
Pour plus de détails, voir Fiche technique et Distribution.
Révolte au Mexique (Wings of the Hawk) est un film américain tourné en relief (3D) par Budd Boetticher, sorti en 1953.

## Synopsis
1911, au Mexique. Irish Gallagher, un "gringo", se retrouve impliqué dans la Révolution mexicaine aux côtés de Pascual Orozco à la suite de la confiscation de sa mine par l'administration.

## Fiche technique
- Titre original : Wings of the Hawk
- Titre français : Révolte au Mexique
- Réalisation : Budd Boetticher
- Scénario : James E. Moser, d'après le roman Wings of the Hawk de Gerald Drayson Adams
- Direction artistique : Bernard Herzbrun, Robert Clatworthy
- Décors : Russell A. Gausman, Oliver Emert
- Costumes : Bill Thomas
- Photographie : Clifford Stine
- Son : Leslie I. Carey, Joe Lapis
- Montage : Russell Schoengarth
- Musique : Frank Skinner
- Production : Aaron Rosenberg
- Production associée : David Johnston
- Société de production : Universal International Pictures
- Société de distribution : Universal Pictures
- Pays d’origine :  États-Unis
- Langue originale : anglais
- Format : couleur (Technicolor) — 35 mm — 1,85:1 (Universal 3-D) —  son Stéréo 3 canaux (Western Electric Recording)
- Genre : Western
- Durée : 80 minutes
- Dates de sortie : 
  - États-Unis : 26 août 1953 (première mondiale à Los Angeles)
  - France : 15 décembre 1954

## Distribution
- Van Heflin : Irish Gallagher
- Julia Adams : Raquel Noriega
- Abbe Lane : Elena Noriega
- George Dolenz : Colonel Paco Ruiz
- Noah Beery Jr. : Pascual Orozco
- Rodolfo Acosta : Arturo Torres
- Antonio Moreno : Père Perez
- Pedro Gonzalez Gonzalez : Tomas
- Paul Fierro : Carlos
- Mario Siletti : Marco
- Rico Alaniz : Capitaine Gomez
- Rosa Turich : Concha
- Henry Wills : Capitaine Rivera
- Conchita Reyes : Chabela
- Ricardo Alba : Ramon
- Ruben Padilla : Pablo
- Nancy Westbrook : Lita
- Lyle Talbot : Jones
- Felipe Turich : un garde
- Joe Dominguez : Juan
- Rodolfo Hoyos Jr. : un employé
- Rocky Ybarra : un paysan
- Carlos Albert : un officier
- Orlando Beltran : un officier

## Autour du film
- C'est le premier film américain de l'acteur mexicain Ricardo Alba[1].
- C'est aussi le premier film de Pedro Gonzalez Gonzalez (1925-2006), qui a notamment souvent joué avec John Wayne[1].
- C'est le premier film a utilisé le format panoramique 1,85 (rapport 5,5/3)